# Pueblo abinsi
El pueblo abinsi también es conocido como awannu, wanu, wannu, abinsi-jukun, river-jukun o wanu-jukun. Pertenece al complejo étnico y lingüístico jukun, siendo incluido en algunas clasificaciones como parte del complejo Benue. Lo integran unas 5.900 personas distribuidas en el estado de Benue, Nigeria. Hablan la variable wannu de las lenguas jukunoides.

## Historia
Como toda la etnia jukun su origen es incierto. Estudios lingüísticos sugieren que proceden de los territorios situados entre los montes Mandara y el lago Chad. La tradición oral islamizada sitúa un origen mítico en Yemil, al este de La Meca, de donde habrían salido los ancestros guiados por un líder llamado Agugu, quien los llevó a través del Sudán. Pero la tradición hausa señala un progenitor llamado Kororofa, origen del pueblo jukun y cuyo nombre llevará la capital del reino Jukun. En esta versión del origen jukun, el país natal estaría en el valle del Nilo o el Kordofán.
Los diversos cacicazgos y clanes abinsi fueron fundados por pequeños jefes y sus seguidores tras la caída del Reino de Kwararafa y la posterior migración general hacia el sudoeste. Sufrieron las amenazas del sultanato de Sokoto bajo las fuerzas de Usman dan Fobio. Al igual que otras comunidades jukun se vieron implicados en conflictos territoriales con los vecinos tiv. En la época colonial fueron sometidos al imperio del modelo lugardiano aplicado por los ingleses en el norte de Nigeria. Igualmente mantuvieron la cohesión como reino y siguieron vinculados al complejo jukun cuyo centro de poder tradicional se encontraba en Wukari.

## Territorios
Las comunidades abinsi se encuentran en el estado de Benue, bajo el gobierno local de Makurdi, distrito de Iharev, en la población Abinsi.

## Economía
La economía tradicional del pequeño reino se basa en una agricultura de subsistencia, plantaciones de arroz y ganadería.

## Religión
Las tradiciones étnico – religiosas del pueblo abinsi se mantienen vivas. Un 10% de la comunidad participa en iglesias cristianas evangelistas.